# Mal de simioto
Mal de simioto (de simio = macaco)Mal do macaco é o nome popular, em algumas regiões do Brasil (MT, MS, GO, SP) da desnutrição causada em crianças pequenas por alergia ao leite de vaca ou a incapacidade de digerir o mesmo. A doença aparece normalmente quando o aleitamento materno é substituído por leite de vaca natural ou em pó. Muitas vezes o intestino de um bebê não produz as enzimas necessárias a digerir esse produto de origem animal e fica desnutrido. Normalmente desaparece com a volta ao aleitamento materno ou por ama-de-leite ou substituição por outro tipo de alimento a critério médico.
A desnutrição é uma doença causada por dieta inapropriada, hipocalórica e hipoprotéica; também pode ser causada por má-absorção ou anorexia. Tem influência de fatores sociais, psiquiátricos  ou patológicos.